# Astragalus demonstratus
Astragalus demonstratus es una especie de planta del género Astragalus, de la familia de las leguminosas, orden Fabales.

## Distribución
Astragalus demonstratus se distribuye por Irán.

## Taxonomía
Fue descrita científicamente por A. A. Maassoumi. Fue publicada en Iran. J. Bot. 6: 204 (1994).